# Мондонико, Эмилиано
Эмилиано Мондонико (итал. Emiliano Mondonico; 9 марта 1947, Ривольта-д'Адда, Ломбардия — 29 марта 2018, Милан) — итальянский футболист и тренер.

## Карьера
Большую часть футбольной карьеры Мондонико провёл в «Кремонезе». Два раза полузащитник пытался закрепиться в Серии А, в которой он провёл 16 матчей за «Торино» и «Аталанту».
Завершив свою карьеру, Мондонико остался в системе «Кремонезе». В 1981 году он самостоятельно возглавил этот клуб, который вскоре наставник вывел в Серию А. Наибольших успехов в элите специалист добился с «Торино», с которым он побеждал Кубке Италии и выигрывал международный турнир — победитель Кубка Митропы. Чуть ранее, в сезоне 1987/88, Мондонико доходил с «Аталантой» до полуфинала Кубка обладателей Кубков УЕФА.
Помимо этих команд, тренер работал в Серии А с «Комо», «Наполи», «Фиорентиной» и «Новарой». В 2004 году он после долгого времени вернул «фиалок» в итальянскую элиту.

## Стиль игры
По мнению Марио Скончерти, Мондонико — единственный, кто умело сочетал оба течения зонного футбола, которые тогда господствовали в кальчо: зону по Сакки и зону по Земану. Его «Торино» действовал строго в обороне, но группе атаки дозволялись любые вольности.

## Карьера эксперта
В последние годы жизни Эмилиано Мондонико футбольным экспертом и комментатором на местном телевидении. В 2012 году специалист являлся постоянным гостем на различных тематических спортивных передачах, посвящённых чемпионату Европы по футболу в Польше и Украине.

## Смерть
29 марта Мондонико скончался в Милане от рака желудка на 72-м году жизни. С тяжёлой болезнью он боролся на протяжении семи лет. Из-за лечения наставник был вынужден завершить свою тренерскую карьеру.

## Достижения

### Футболиста
- Финалист Кубка Италии (1): 1969/70.

### Тренера
- Обладатель Кубка Италии (1): 1992/93.
- Победитель Кубка Митропы (1): 1991.
- Финалист Кубка УЕФА (1): 1991/92.
- Финалист Суперкубка Италии (1): 1993.